# فيلادلفيا سيتي هول
فيلادلفيا سيتي هول هو مقر الحكومة البلدية لمدينة فيلادلفيا. بُني هذا المقرُّ الذي يُعتبر في الوقتِ الحالب مقرًا سياحيًا على طراز الإمبراطورية الثانية المزخرف، ويضمُّ غرف مجلس مدينة فيلادلفيا ومكاتب عمدة فيلادلفيا، وهو أيضًا محكمة حيثُ تعمل كمقر للمنطقة القضائية الأولى في ولاية بنسلفانيا، وتضمُّ محكمة المدنية وأقسام محكمة الأيتام في محكمة النداءات العامة في مقاطعة فيلادلفيا.
بُنيت فيلادلفيا سيتي هول من الطوب والرخام الأبيض والحجر الجيري، وهو أكبر مبنى قائم بذاته في العالم وكان أطول مبنى صالح للسكن في العالم عند اكتماله في عام 1894، وبحلول عام 1976، صُنّف كمعلم تاريخي وطني، ثم صُنّف عام 2006 كمعلم تاريخي وطني للهندسة المدنية من قبل الجمعية الأمريكية للمهندسين المدنيين.

## التاريخ والوصف

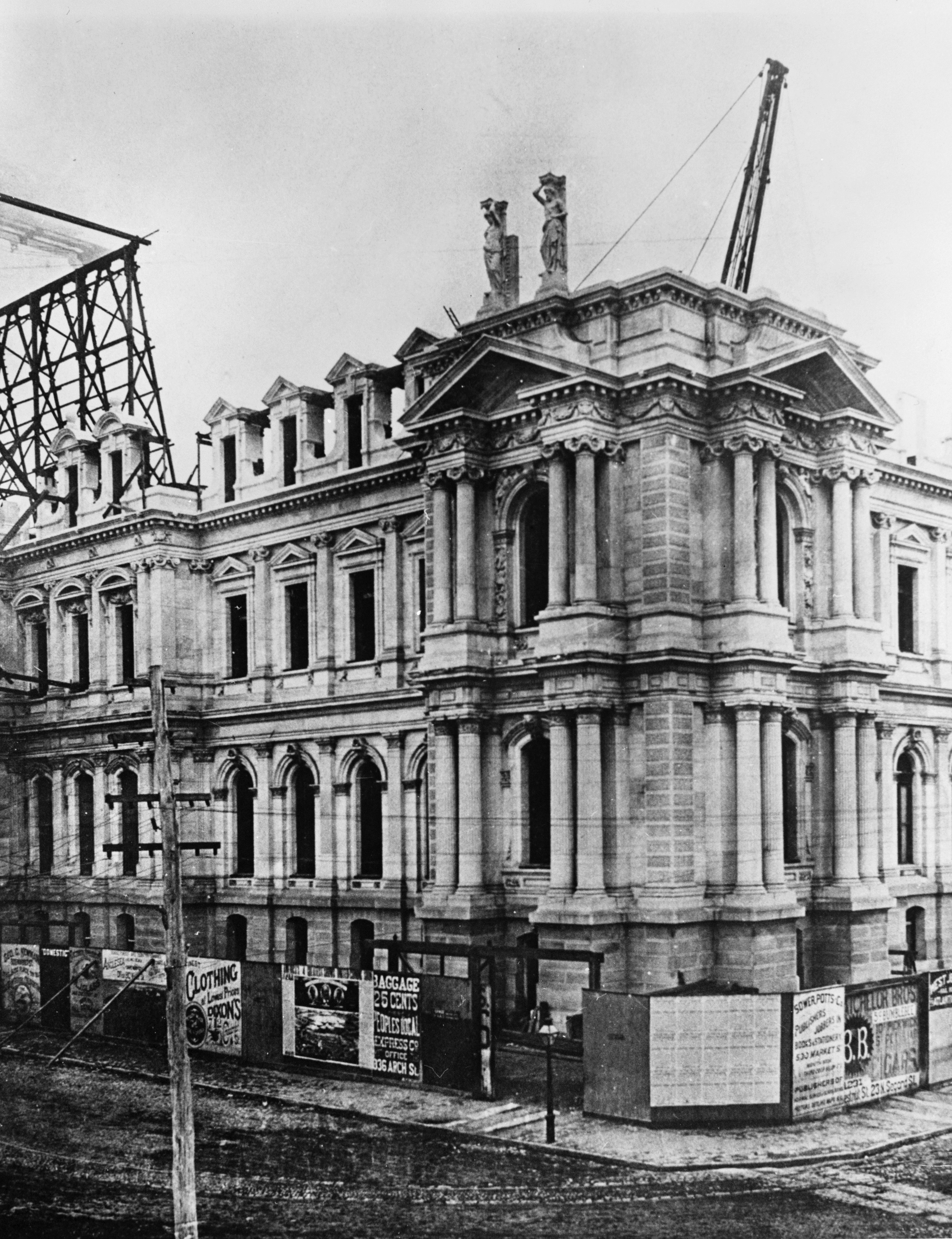
البناية تحت الإنشاء عام 1881

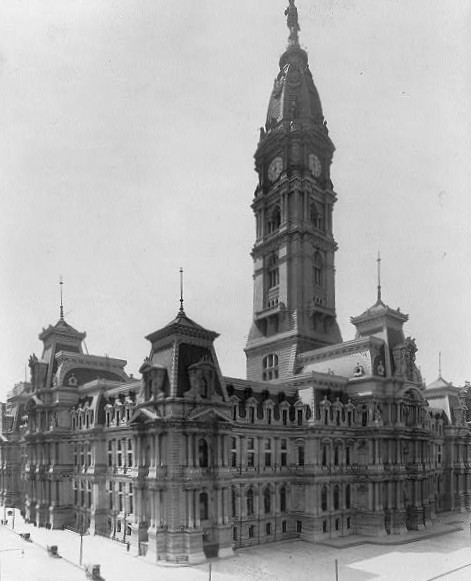
فيلادلفيا سيتي هول عام 1899

صُمِّمَ المبنى من قبل المهندس المعماري الاسكتلندي المولد جون ماك آرثر جونيور وتوماس أوستيك والتر، على طراز الإمبراطورية الثانية، وتم تشييده من 1871 إلى 1901 بتكلفة 24 مليون دولار. تمَّ الانتهاء من بناء برج سيتي هول بحلول عام 1894، على الرغم من أنَّ التصميم الداخلي لم يكتمل حتى عام 1901. صُمِّمَ ليكون أطول مبنى في العالم، وقد تم تجاوزه أثناء البناء من قبل نصب واشنطن التذكاري وبرج إيفل. عند الانتهاء من برجه في عام 1894، أصبحَ أطول مبنى صالح للسكن في العالم. كان أيضًا أول مبنى علماني يتمتع بهذا التمييز، حيث كانت جميع المباني السابقة في العالم الأطول عبارة عن هياكل دينية، بما في ذلك الكاتدرائيات الأوروبية وغيرها.
كان الموقع المختار واحدًا من خمسة ساحات متنزهات حضرية في وسط المدينة مخصصة من قبل ويليام بن، وهي هندسيًا هي المركز للمربعات الأربعة الأخرى داخل سنتر سيتي التي أعيد تسميتها باسم ميدان بن. سيتي هال عبارة عن مبنى حجري تتحمل جدرانه من الجرانيت والطوب حتى 22 قدم (6.7 م) سميكة. المواد الخارجية الرئيسية هي الحجر الجيري والجرانيت والرخام. دعا التصميم الأصلي إلى عدم وجود أي نحت تقريبًا. كان الحجار ويليام ستروثرز والنحات ألكسندر ميلن كالدر مسؤولين عن أكثر من 250 منحوتة، والتقاط الفنانين والمعلمين والمهندسين الذين جسدوا المثل الأمريكية وساهموا في عبقرية هذا البلد. بلغت تكلفة البناء النهائية 24 مليون دولار. 
يحتوي المبنى على تمثال مؤسس المدينة ويليام بن على قمّة البرج، وكان هذا المبنى أطول مبنى صالح للسكن في العالم من عام 1894 إلى عام 1908، وظلَّ الأطول في ولاية بنسلفانيا حتى تجاوزها برج الخليج في بيتسبرغ في عام 1932، وهو الآن في المرتبة 16 من حيث الارتفاع. كان الأطول في فيلادلفيا حتى عام 1986 عندما تجاوزه بناء وان ليبرتي بلاس (بالإنجليزية: One Liberty Place)‏، مما أنهى اتفاقية السادة غير الرسمية التي حدَّت من ارتفاع المباني في المدينة إلى ما لا يزيد عن تمثال بن.
شُيّد على مدار فترة زمنية من 1871 إلى 1901 ويضمُّ 700 غرفة مخصصة لاستخدامات العمليات الحكومية المختلفة. استخدم هيكل المبنى أكثر من 88 مليون طوبة وآلاف الأطنان من الرخام والجرانيت. مع ما يقرب من 700 غرفة، يعد سيتي هال أكبر مبنى بلدي في الولايات المتحدة وواحدٍ من أكبر المباني في العالم، حيثُ يضمُّ المبنى ثلاثة فروع للحكومة: الفرع التنفيذي للمدينة (مكتب العمدة)، وهيئتها التشريعية (مجلس مدينة فيلادلفيا)، وجزءًا كبيرًا من النشاط القضائي في المدينة (القسم المدني ومحكمة الأيتام في ولاية بنسلفانيا توجد هناك محكمة الاستئناف العامة للمقاطعة القضائية الأولى، بالإضافة إلى غرف لبعض القضاة الجنائيين وبعض قضاة محكمة فيلادلفيا البلدية).
كان أطول برج ساعة في العالم عندما تم الانتهاء منه، قبل أن يتجاوزه برج شركة متروبوليتان للتأمين على الحياة في عام 1912، وهو حاليًا خامس أطول مبنى من هذا النوع. يحتوي البرج على وجه ساعة على كل جانب يبلغ 26 قدم (7.9 م) في القطر. وجوه الساعة أكبر في القطر من تلك الموجودة في ساعة بيج بن التي يبلغ قطرها 23 قدم (7 م). صُمِّمَت ساعة سيتي هال من قبل وارن جونسون وبُنيت عام 1898. أشار دليل فيلادلفيا لعام 1937 إلى أنه "بعد وقت قصير من تركيب الساعة، افتتحت المدينة عادة لا تزال مستمرة: تُضيء كل مساء في ثلاث دقائق تسعة أضواء من أضواء البرج المطفأة، ثم يتمُّ تشغيلها مرة أخرى على مدار الساعة. يتيح ذلك لمن هم ضمن مسافة الرؤية، على الرغم من عدم قدرتهم على رؤية العقارب، ضبط ساعاتهم. هناك أربعة نسور برونزية وزن كل منها ثلاثة أطنان و12 قدم (3.7 م) من حيثُ طول الأجنحة، تطفو فوق ساعات البرج الأربعة.
يقعُ سطح المراقبة في سيتي هول مباشرة أسفل قاعدة التمثال، حوالي 500 قدم (150 م) فوق مستوى الشارع. بمجرد إحاطة سطح المراقبة بسياج ربط السلسلة، أصبح الآن محاطًا بالزجاج. يمكن الوصول إليه من خلال مصعد يتسع لـ 6 أشخاص تسمح ألواحه الزجاجية للزوار برؤية الجزء الداخلي من الهيكل الفوقي الحديدي الذي يغطي البرج ويدعم التماثيل والساعات. تستخدم السلالم الموجودة داخل البرج فقط لمخرج الطوارئ. تم تبسيط زخرفة البرج. تمت إزالة الأكاليل الضخمة التي كانت تزين الألواح العلوية للبرج.
في الخمسينيات من القرن الماضي، حقَّق مجلس المدينة في هدم سيتي هال لمبنى جديد في مكان آخر. ووجدوا أن الهدم كان سيؤدي إلى إفلاس المدينة بسبب تشييد المبنى. ابتداءً من عام 1992، خضعت فيلادلفيا سيتي هول لعملية ترميم خارجية شاملة، تم التخطيط لها والإشراف عليها من قبل استوديو الحفظ التاريخي لشركة معماريو ومهندسو فيتيتا (بالإنجليزية: Vitetta Architects & Engineers)‏، برئاسة مهندس الحفظ التاريخي الشهير هايمان مايرز. اكتملت غالبية أعمال الترميم بحلول عام 2007، على الرغم من استمرار بعض الأعمال، بما في ذلك تركيب أربع بوابات زخرفية جديدة للفناء، بناءً على رسم معماري أصلي، في ديسمبر 2015.
صُوِّتَ على المبنى رقم 21 في قائمة المعهد الأمريكي للمهندسين المعماريين التي تضمُّ 150 مبنى أمريكي مفضَّل في عام 2007.

## تمثال وليام بن

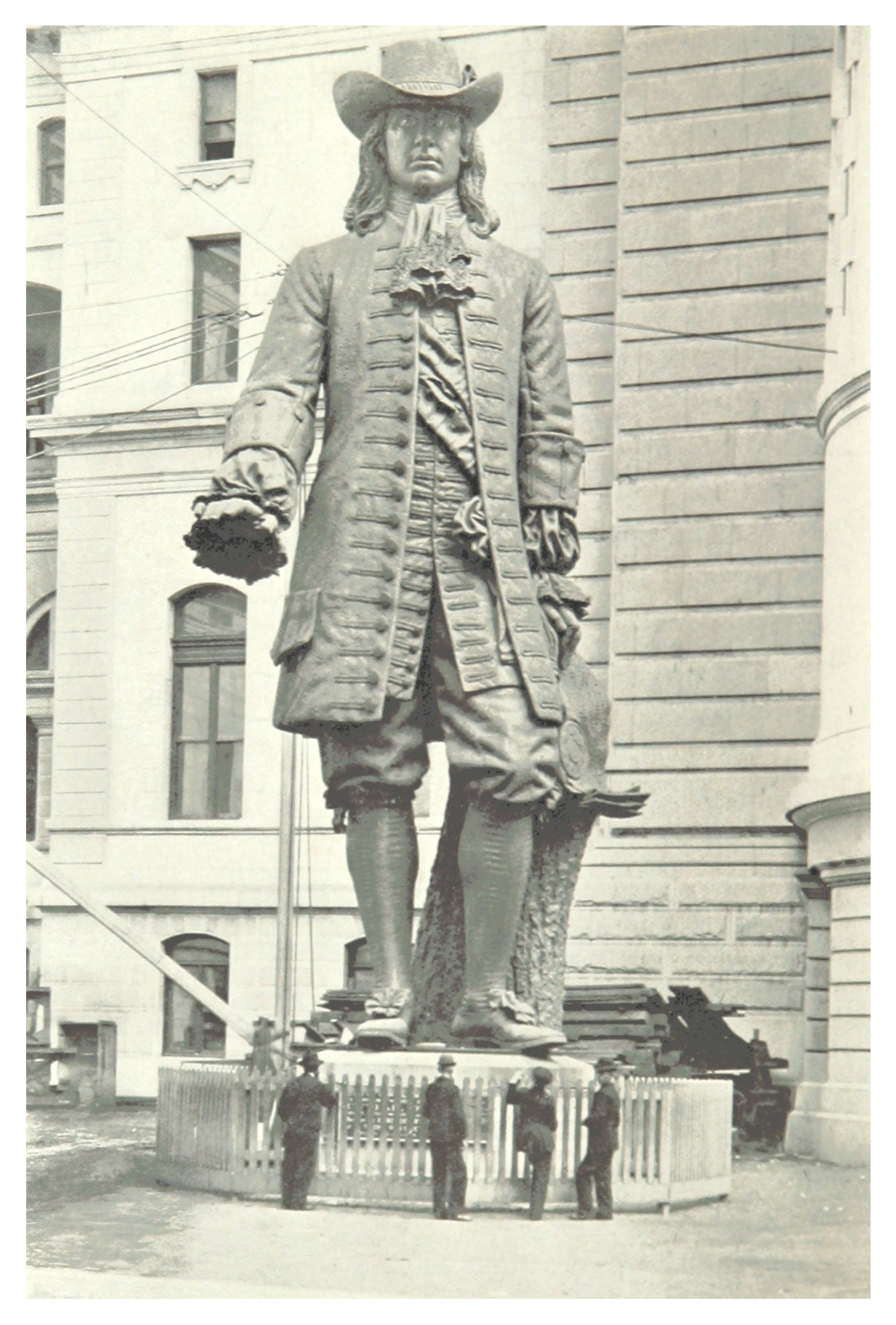
تمثال وليام بن قبل وضعه على قمة فيلادلفيا سيتي هول، 1897

يعلو المبنى 37 قدم (11 م) تمثال من البرونز وزنه 53,348 رطل (24,198 كـغ). لمؤسس المدينة ويليام بن، وهو واحد من 250 منحوتة أنشأها ألكسندر ميلن كالدر والتي تزيّنُ المبنى من الداخل والخارج. تم صبُّ التمثال في مصنع تاكوني للحديد في شمال شرق فيلادلفيا وتم رفعه إلى قمة البرج في أربعة عشر قسمًا في عام 1894. التمثال هو الأطول فوق أي مبنى في العالم. على الرغم من جثمها المرتفع، فقد فرضت المدينة تنظيف التمثال كل عشر سنوات تقريبًا لإزالة التآكل وتقليل التدهور الناتج عن العوامل الجوية، مع إجراء التنظيف الأخير في مايو 2017. جديرٌ بالذكرِ هنا أنَّ تمثال بن أجوف.
تمنى كالدر أن يواجه التمثال الجنوب حتى يضيء وجهه بالشمس معظم النهار، وكانَ من الأفضل الكشف عن تفاصيل عمله. يواجه التمثال في الواقع الشمال الشرقي، باتجاه حديقة معاهدة بن في قسم فيشتاون بالمدينة، والتي تحيي ذكرى الموقع الذي وقعت فيه بين معاهدة مع قبيلة من الأمريكيين الأصليين.
بموجب شروط اتفاق السادة الذي يحظر ارتفاع أي هيكل فوق القبعة على تمثال بنسلفانيا، ظلَّت فيلادلفيا سيتي هول أطول مبنى في المدينة حتى تجاوزها وان ليبرتي بْلَسْ في عام 1986. من المفترض أن يؤدي إلغاء هذه الاتفاقية إلى لعنة على الفرق الرياضية المحترفة المحلية. مرتين خلال التسعينيات، كان التمثال يرتدي زي فريق رياضي كبير عندما كانا يتنافسان على بطولة: قبعة فيليز في عام 1993 وقميص فلايرز في عام 1997 وفي المرتين خسرَ الفريقين. انتهت اللعنة المفترضة بعد 22 عامًا عندما فاز فيليز ببطولة العالم لعام 2008، بعد عام وأربعة أشهر من لصق تمثال صغير بنسلفانيا على الشعاع النهائي لمركز كومكاست خلال حفل الافتتاح في يونيو 2007. وُضعَ تمثالٌ صغيرٌ آخرٌ في بنسلفانيا على الشعاع العلوي لمركز تكنولوجيا كومكاست في نوفمبر 2017، وفاز إيجلز بلقب سوبر بول بعد بضعة أشهر.

## سنتر سكوير
يقع سيتي هول على أرضٍ تم حجزها كميدان عام عند تأسيس المدينة عام 1682. كانت تُعرف في الأصل باسم سنتر سكوير (بالإنجليزية: Center Square)‏ وأعيدت تسميتها فيما بعد ببن سكوير (بالإنجليزية: Penn Square)‏، - وكانت تستخدم للتجمعات العامة حتى بدأ بناء سيتي هول في عام 1871. كان سنتر سكوير أحد المربعات الخمسة الأصلية لفيلادلفيا التي وضعها ويليام بن على شبكة المدينة، حيثُ كانت الساحة تقع في المركز الجغرافي لخطة مدينة بنسلفانيا، لكن قانون التوحيد في عام 1854 أنشأ مدينة ومقاطعة فيلادلفيا أكبر وأكثر تنوعًا. على الرغم من أنّ الساحة لم تعد في وسط المدينة بالضبط، إلا أنها لا تزال موجودة في وسط المنطقة التاريخية بين نهري ديلاوير وشيلكيل. كان بن قَصَد أن يكون سنتر سكوير هو نقطة التركيز المركزية حيث سيتمُّ وضع المباني العامة الرئيسية، بما في ذلك المباني الحكومية والدين والتعليم، بالإضافة إلى السوق المركزي. ومع ذلك، ستظل واجهة نهر ديلاوير هي القلب الاقتصادي والاجتماعي الفعلي للمدينة لأكثر من قرن.

## موقع تصوير

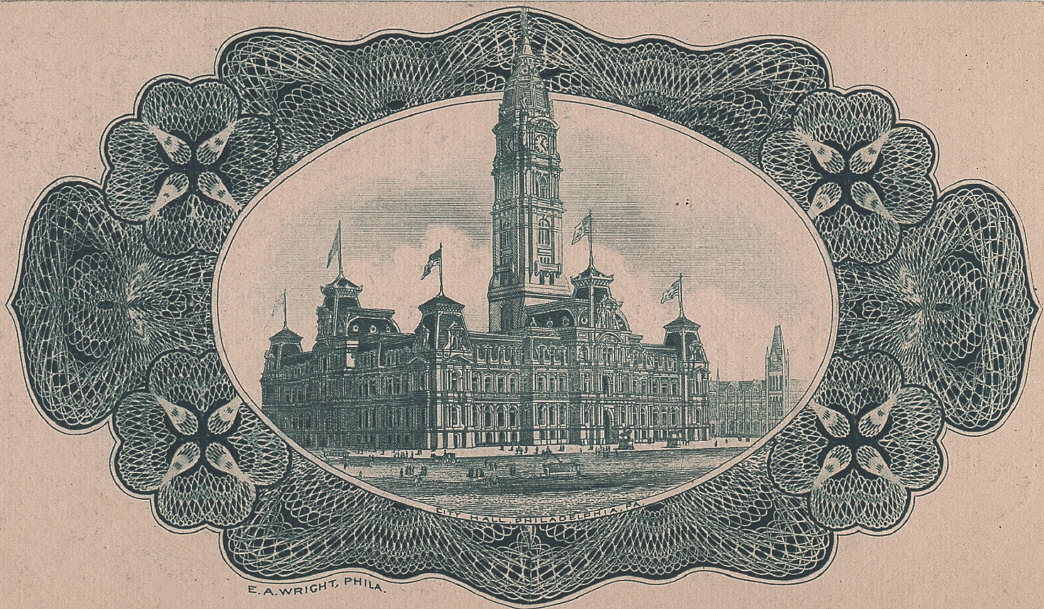
تذكرة دخول إلى المؤتمر الوطني الجمهوري لعام 1900 تحتوي على رسم تخطيطي لقاعة مدينة فيلادلفيا

كان سيتي هول موقعًا لتصوير العديد من الأفلام السينمائية بما في ذلك فيلم روكي (1976)، بلو آوت (1981)، ترايدينغ بلايسس (1983)، فيلادلفيا (1993)، 12 قردا (1995)، الكنز الوطني (2004)، المتحولون: ثأر الهاوي (2009)، وبلا حدود (2011).

## روابط خارجية
- الموقع الرسمي
- Historic American Buildings Survey (HABS) No. PA-1530, "Philadelphia City Hall", 58 photos, 23 data pages, 3 photo caption pages
- HABS No. PA-6771, "Philadelphia City Hall", 1 photo, 4 color transparencies, 1 photo caption page
- "فيلادلفيا سيتي هول". سكايسكرابربيج.
- Official Hand Book, City Hall, Philadelphia – handbook by City Publishing Co. (1901)
- Google Street View